# Ћи (династија Сја)
Ћи (кинески 啓/启) био је други владар древне Кине из династије Сја. Владао је око девет или десет година.
Његов је отац био краљ Ји Велики, а Ћијева је мајка била краљица Ну Ђијао.
Према Сима Ћијану, Ји није хтео да Ћи дође на власт па је за наследника изабрао министра Јија. Ипак, Ћи је постао краљ.
У првој години своје владавине Ћи је одржавао велике прославе. У осмој години је послао министра Менгтуа у Бу.
Ћи је имао барем шест синова, Таи Канга, Џонг Канга, Вугуана и још тројицу, а Таи Канг га је наследио око 2117. пре нове ере.